# Campionati italiani di sci alpino 1968
I Campionati italiani di sci alpino 1968 si svolsero a Santa Caterina Valfurva dal 28 febbraio al 2 marzo; furono assegnati i titoli di discesa libera, slalom gigante, slalom speciale e combinata, sia maschili sia femminili.

## Risultati

### Uomini

#### Discesa libera
| Pos. | Atleta            | Nazione | Tempo   |
| ---- | ----------------- | ------- | ------- |
| 1    | Ivo Mahlknecht    | Italia  | 1:45,40 |
| 2    | Claudio De Tassis | Italia  | 1:47,55 |
| 3    | Teresio Vachet    | Italia  | 1:48,11 |
| 4    | Stefano Anzi      | Italia  | 1:48,21 |
| 5    | Antonio Sperotti  | Italia  | 1:48,39 |
| 6    | Marcello Varallo  | Italia  | 1:48,48 |
| 7    | Franco Berthod    | Italia  | 1:49,57 |
| 8    | Enrico Demetz     | Italia  | 1:49,61 |
| 9    | Eberhard Schmalzl | Italia  | 1:49,63 |
| 10   | Bruno Piazzalunga | Italia  | 1:49,62 |

Data: 2 marzo

#### Slalom gigante
| Pos. | Atleta               | Nazione | Tempo   |
| ---- | -------------------- | ------- | ------- |
| 1    | Ivo Mahlknecht       | Italia  | 2:26,51 |
| 2    | Claudio De Tassis    | Italia  | 2:26,98 |
| 3    | Marcello Varallo     | Italia  | 2:28,89 |
| 4    | Carlo Senoner        | Italia  | 2:29,46 |
| 5    | Felice De Nicolò     | Italia  | 2:29,57 |
| 6    | Eberhard Schmalzl    | Italia  | 2:30,01 |
| 7    | Renato Valentini     | Italia  | 2:31,12 |
| 8    | Giuseppe Augschöller | Italia  | 2:34,87 |
| 9    | Antonio Sperotti     | Italia  | 2:35,72 |
| 10   | Enrico Negrini       | Italia  | 2:35,98 |

Data: 29 febbraio

#### Slalom speciale
| Pos. | Atleta               | Nazione | Tempo   |
| ---- | -------------------- | ------- | ------- |
| 1    | Ivo Mahlknecht       | Italia  | 1:58,35 |
| 2    | Felice De Nicolò     | Italia  | 1:58,56 |
| 3    | Claudio De Tassis    | Italia  | 1:58,62 |
| 4    | Carlo Senoner        | Italia  | 1:59,13 |
| 5    | Pier Lorenzo Clataud | Italia  | 1:59,52 |
| 6    | Bruno Piazzalunga    | Italia  | 2:00,37 |
| 7    | Gerhard Mussner      | Italia  | 2:00,91 |
| 8    | Giuseppe Augschöller | Italia  | 2:04,49 |
| 9    | Carlo Demetz         | Italia  | 2:04,63 |
| 10   | Enrico Demetz        | Italia  | 2:04,99 |

Data: 28 febbraio

#### Combinata
| Pos. | Atleta               | Nazione |
| ---- | -------------------- | ------- |
| 1    | Ivo Mahlknecht       | Italia  |
| 2    | Claudio De Tassis    | Italia  |
| 3    | Giuseppe Augschöller | Italia  |

Data: 28 febbraio-2 marzo

Classifica stilata attraverso i piazzamenti ottenuti
in discesa libera, slalom gigante e slalom speciale

### Donne

#### Discesa libera
| Pos. | Atleta               | Nazione |
| ---- | -------------------- | ------- |
| 1    | Giustina Demetz      | Italia  |
| 2    | Glorianda Cipolla    | Italia  |
| 3    | Marisella Chevallard | Italia  |

#### Slalom gigante
| Pos. | Atleta               | Nazione |
| ---- | -------------------- | ------- |
| 1    | Giustina Demetz      | Italia  |
| 2    | Glorianda Cipolla    | Italia  |
| 3    | Marisella Chevallard | Italia  |

#### Slalom speciale
| Pos. | Atleta           | Nazione |
| ---- | ---------------- | ------- |
| 1    | Giustina Demetz  | Italia  |
| 2    | Roselda Joux     | Italia  |
| 3    | Clotilde Fasolis | Italia  |

#### Combinata
| Pos. | Atleta               | Nazione |
| ---- | -------------------- | ------- |
| 1    | Giustina Demetz      | Italia  |
| 2    | Marisella Chevallard | Italia  |
| 3    | Roselda Joux         | Italia  |

Classifica stilata attraverso i piazzamenti ottenuti
in discesa libera, slalom gigante e slalom speciale